# 전사 베오울프
전사 베오울프(Beowulf)는 미국에서 제작된 그레이엄 베이커 감독의 1999년 영화이다. 올리버 코튼 등이 주연으로 출연하였다.

## 출연

### 주연
- 올리버 코튼
- 크리스토퍼 램버트

### 조연
- 로나 미트라
- 괴츠 오토
- 찰스 로빈슨